# Joshua Eagle
Joshua Eagle (Toowoomba, 10 mei 1973) is een voormalig tennisspeler uit Australië. die tussen 1990 en 2004 actief was in het professionele circuit.
Eagle was vooral succesvol in het herendubbeltennis waarin hij vijf ATP-toernooien op zijn naam schreef en in nog eens negentien finales stond.

## Palmares
| Legenda                       | Legenda               |
| ----------------------------- | --------------------- |
| Grand Slam                    |                       |
| Olympische Spelen             |                       |
| tot 2009                      | vanaf 2009            |
| Tennis Masters Cup            | ATP Finals            |
| ATP Masters Series            | ATP Tour Masters 1000 |
| ATP International Series Gold | ATP Tour 500          |
| ATP International Series      | ATP Tour 250          |

### Dubbelspel
| Nr.                           | Datum           | Toernooi                | Ondergrond    | Partner          | Tegenstanders in finale            | Score               | Details |
| ----------------------------- | --------------- | ----------------------- | ------------- | ---------------- | ---------------------------------- | ------------------- | ------- |
| Gewonnen finales heren dubbel |                 |                         |               |                  |                                    |                     |         |
| 1.                            | 11 januari 1998 | ATP Adelaide            | Hardcourt     | Andrew Florent   | Ellis Ferreira Rick Leach          | 6-4, 6-7(3), 6-3    | Details |
| 2.                            | 4 maart 2001    | ATP Dubai               | Hardcourt     | Sandon Stolle    | Daniel Nestor Nenad Zimonjić       | 6–4, 6–4            | Details |
| 3.                            | 14 juli 2002    | ATP Gstaad              | Gravel        | David Rikl       | Massimo Bertolini Cristian Brandi  | 7–6(5), 6–4         | Details |
| 4.                            | 21 juli 2002    | ATP Stuttgart           | Gravel        | David Rikl       | David Adams Gastón Etlis           | 6–3, 6–4            | Details |
| 5.                            | 13 oktober 2002 | ATP Wenen               | Hardcourt (i) | Sandon Stolle    | Jiří Novák Radek Štěpánek          | 6–4, 6–3            | Details |
| Verloren finales heren dubbel |                 |                         |               |                  |                                    |                     |         |
| 1.                            | 30 april 1995   | ATP Seoul               | Hardcourt     | Andrew Florent   | Sébastien Lareau Jeff Tarango      | 3–6, 2–6            | Details |
| 2.                            | 16 juni 1996    | ATP Porto               | Gravel        | Andrew Florent   | Emanuel Couto Bernardo Mota        | 6–4, 4–6, 4–6       | Details |
| 3.                            | 14 juli 1996    | ATP Båstad              | Gravel        | Peter Nyborg     | David Ekerot Jeff Tarango          | 4–6, 6–3, 4–6       | Details |
| 4.                            | 3 mei 1998      | ATP München             | Gravel        | Andrew Florent   | Todd Woodbridge Mark Woodforde     | 0–6, 3–6            | Details |
| 5.                            | 21 juni 1998    | ATP Rosmalen            | Gras          | Andrew Florent   | Guillaume Raoux Jan Siemerink      | 6–7, 2–6            | Details |
| 6.                            | 26 juli 1998    | ATP Stuttgart (outdoor) | Gravel        | Jim Grabb        | Olivier Delaître Fabrice Santoro   | 1–6, 6–3, 3–6       | Details |
| 7.                            | 2 augustus 1998 | ATP Kitzbühel           | Gravel        | Andrew Kratzmann | Tom Kempers Daniel Orsanic         | 3-6, 4-6            | Details |
| 8.                            | 5 maart 2000    | ATP Delray Beach        | Hardcourt     | Andrew Florent   | Brian MacPhie Nenad Zimonjić       | 5–7, 4–6            | Details |
| 9.                            | 16 april 2000   | ATP Estoril             | Gravel        | David Adams      | Donald Johnson Piet Norval         | 4–6, 5–7            | Details |
| 10.                           | 30 juli 2000    | ATP Kitzbühel           | Gravel        | Andrew Florent   | Pablo Albano Cyril Suk             | 3–6, 6–3, 3–6       | Details |
| 11.                           | 6 augustus 2000 | ATP Toronto             | Hardcourt     | Andrew Florent   | Sébastien Lareau Daniel Nestor     | 3–6, 6–7(3)         | Details |
| 12.                           | 22 april 2001   | ATP Monte Carlo         | Gravel        | Andrew Florent   | Jonas Björkman Todd Woodbridge     | 6–3, 4–6, 2–6       | Details |
| 13.                           | 13 januari 2002 | ATP Sydney              | Hardcourt     | Sandon Stolle    | Donald Johnson Jared Palmer        | 4-6, 4-6            | Details |
| 14.                           | 3 maart 2002    | ATP Dubai               | Hardcourt     | Sandon Stolle    | Mark Knowles Daniel Nestor         | 6-3, 3-6, [11-13]   | Details |
| 15.                           | 6 oktober 2002  | ATP Moskou              | Tapijt (i)    | Sandon Stolle    | Roger Federer Maks Mirni           | 4-6, 6-7(0)         | Details |
| 16.                           | 12 januari 2003 | ATP Sydney              | Hardcourt     | Mahesh Bhupathi  | Paul Hanley Nathan Healey          | 6–7(3), 4–6         | Details |
| 17.                           | 4 mei 2003      | ATP München             | Gravel        | Jared Palmer     | Wayne Black Kevin Ullyett          | 6–3, 7–5            | Details |
| 18.                           | 22 juni 2002    | ATP Nottingham          | Gras          | Jared Palmer     | Bob Bryan Mike Bryan               | 6-7(3), 6-4, 6-7(4) | Details |
| 19.                           | 3 augustus 2003 | ATP Los Angeles         | Hardcourt     | Sjeng Schalken   | Jan-Michael Gambill Travis Parrott | 4–6, 6–3, 5–7       | Details |

## Prestatietabel
| Legenda | Legenda                          |
| ------- | -------------------------------- |
| g.t.    | geen toernooi gehouden           |
| l.c.    | lagere categorie                 |
| –       | niet deelgenomen                 |
| G       | uitgeschakeld in de groepsfase   |
| 1R      | uitgeschakeld in de eerste ronde |
| 2R      | uitgeschakeld in de tweede ronde |
| 3R      | uitgeschakeld in de derde ronde  |
| 4R      | uitgeschakeld in de vierde ronde |
| KF      | uitgeschakeld in de kwartfinale  |
| HF      | uitgeschakeld in de halve finale |
| F       | de finale verloren               |
| W       | het toernooi gewonnen            |
| w-v     | winst/verlies-balans             |

### Prestatietabel grand slam, dubbelspel
| Toernooi        | 1993 | 1994 | 1995 | 1996 | 1997 | 1998 | 1999 | 2000 | 2001 | 2002 | 2003 | 2004 |
| --------------- | ---- | ---- | ---- | ---- | ---- | ---- | ---- | ---- | ---- | ---- | ---- | ---- |
| Australian Open | 1R   | 2R   | 1R   | 2R   | 1R   | 2R   | 1R   | KF   | KF   | 3R   | 1R   | 1R   |
| Roland Garros   | –    | 3R   | 3R   | 1R   | KF   | 3R   | –    | 3R   | 3R   | 2R   | 3R   | –    |
| Wimbledon       | –    | 1R   | 2R   | 1R   | 1R   | 1R   | –    | 2R   | 2R   | 3R   | 3R   | 1R   |
| US Open         | –    | –    | 1R   | 1R   | 1R   | 1R   | –    | 1R   | 3R   | 1R   | 3R   | –    |